# Seven Oceans
Seven Oceans — глибоководне будівельне та трубоукладальне судно, споруджене у 2007 році на замовлення компанії Subsea 7.

## Характеристики
Судно споруджене на нідерландській верфі IHC Merwede, після чого дообладнане в Східамі відомим виробником кранового та трубоукладального обладнання компанією Huisman.
Seven Oceans здатне провадити будівельні роботи та укладання як жорстких, так і гнучких (діаметри від 150 до 400 мм) труб на глибинах до 3000 метрів. Воно обладнане краном вантажопідйомністю 350 тонн (у відкритому морі, при роботах у гавані — до 400 тонн) та трубоукладальною вежею з показником 450 тонн. Остання розташована на кормі та може змінювати кут нахилу в межах 45 градусів, що дозволяє здійснювати прокладання трубопроводів двома методами — S-laying та J-laying (назва походить від форми, яку приймають зварені труби між виходом з судна та точкою укладки на морське дно). Робоча палуба Seven Oceans площею 650 м2 розрахована на максимальне навантаження до 10 т/м2, а гнучкі труби розміщуються на змонтованій в її центрі котушці ємністю 3800 тонн.
Судно має два дистанційно керовані підводні апарати (ROV), здатні виконувати завдання на глибинах до 3000 метрів.
Пересування до місця виконання робіт здійснюється із операційною швидкістю 13 вузлів, а точність встановлення на позицію забезпечується системою динамічного позиціювання DP2. Силова установка складається з шести двигунів Wartsila потужністю по 3,36 МВт.
На борту наявні каюти для 120 осіб. Доставка персоналу та вантажів може здійснюватись з використанням гелікоптерного майданчика, який розрахований на прийом машин типу Sikorsky S61 або Super Puma.

## Завдання судна

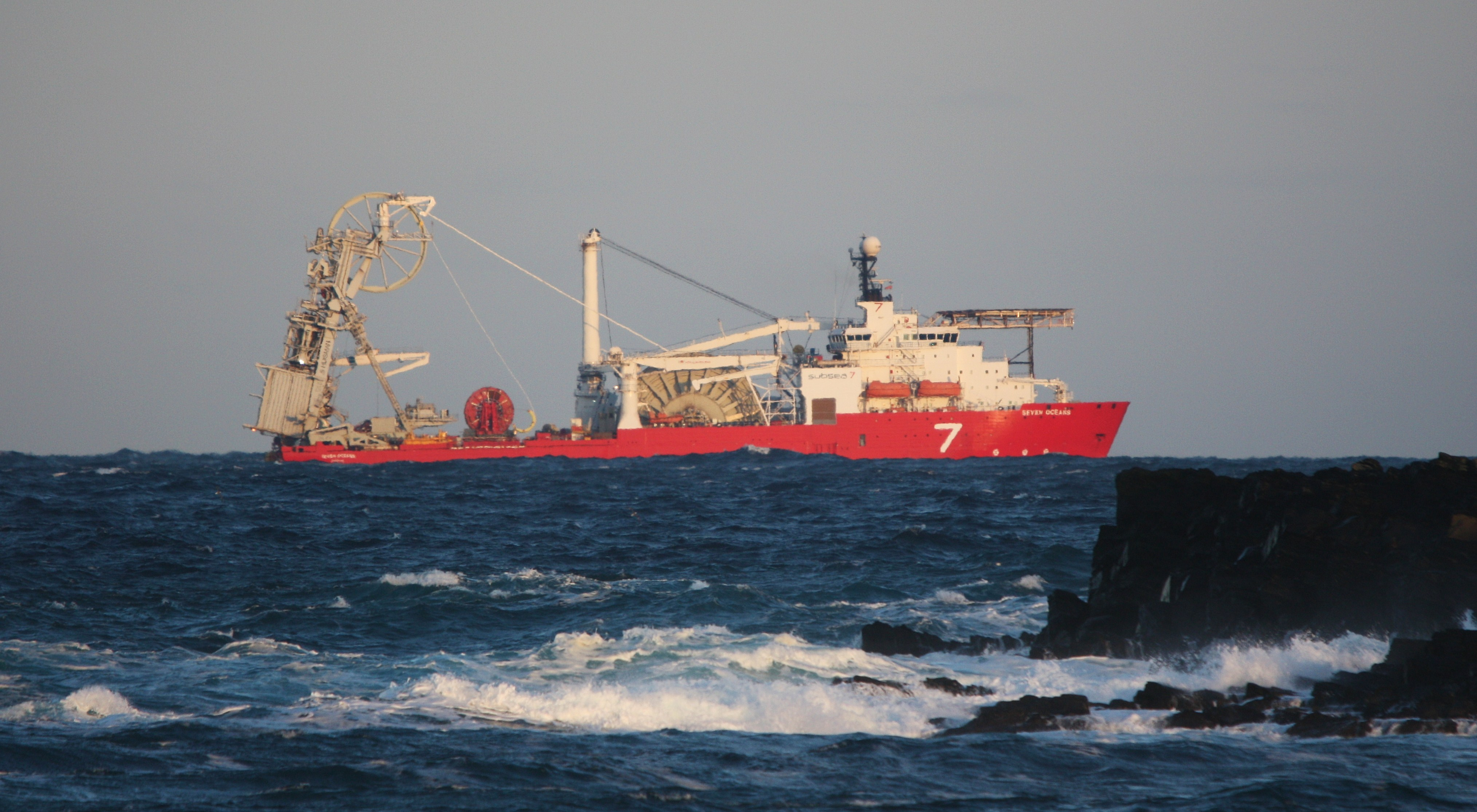
Березень 2013, судно проходить поблизу Шетландських островів

Першим завданням судна, завершеним у листопаді 2007 року, були роботи в Мексиканській затоці на родовищі Blind Faith, розташованому в районі з глибиною моря понад 2 км. Тут воно проклало два з'єднувальні трубопроводи (включаючи райзери — лінії від підводного обладнання до плавучої установки) довжиною по 7 км та діаметром 178 мм.
За цим Seven Oceans прибуло до узбережжя Бразилії, де взяло участь у завершальному етапі спорудження офшорної нафтопровідної системи PDEG-B: в районі з глибиною моря біля 1250 метрів було облаштовано трубопровід довжиною 22 км та діаметром 305 мм від напівзануреної видобувної платформи P-51 на родовищі Марлін-Сул до автономної перекачувальної платформи PRA-1.
Далі в першій половині 2008-го судно проклало 132 км з'єднувальних трубопроводів на родовищах басейнів Кампос, Сантос та Еспіриту-Санто, в тому числі секцію довжиною 6 км та діаметром 305 мм для видачі продукції газоконденсатного родовища Камарупім.
З Бразилії судно попрямувало на протилежний бік Атлантичного океану до узбережжя іншої португаломовної країни — Анголи — для робіт за проектом компанії Chevron на нафтогазових родовищах Томбуа і Ландана.
Ще одним завданням стали роботи в Північному морі на норвезькому газовому родовищі Вега, яке ввійшло в експлуатацію у 2009-му (взагалі тут задіяли цілий ряд суден компанії Subsea 7 — крім Seven Oceans це були трубоукладальні Seven Navica і Seven Seas, а також глибоководне будівельне Seven Sisters).
У середині 2010-х Seven Oceans спорудило 27 райзерів довжиною по 3,9 км кожен на бразильських нафтових родовищах Лулу та Сапінхоа (спершу були відомі як Тупі та Гуара відповідно).
Станом на середину 2017-го судно завершило роботи на розташованому в Норвезькому морі нафтовому родовищі Марія, для облаштування якого потрібно було прокласти біля 100 км трубопроводів до плавучої установки Åsgard B на родовищі Асгард (звідси подається необхідний для газліфту газ) та платформ Гейдрун (забезпечує нагнітання води) і Крістін (приймає продукцію).
У липні того ж 2017-го Seven Oceans провело обв'язку платформи L-13-FI-1 на газовому родовищі L-13-FI у нідерландському секторі Північного моря.
В 2018-му "Seven Oceans" спорудило у Бассовій протоці трубопровід Соул – Орбост.
В 2021-му у Індійському океані біля північно-західного узбережжя Австралії "Seven Oceans" провело прокладання трубопроводу між газовим родовищем Джулімар та процесинговою платформою проекту Вітстоун ЗПГ.
В 2023 – 2024 роках судно так само працювало біля північно-західної Австралії над прокладанням внутрішньопромислових ліній між свердловинами та встановленою в районі з глибиною моря 900 метрів плавучою установкою підготовки групи родовищ Скарборо, які стали сировинною базою для другої лінії заводу зі зрідження газу Плуто ЗПГ. 